# ヨハン・ヒエロニムス・クニフォフ
ヨハン・ヒエロニムス・クニフォフ（Johann Hieronymus Kniphof、1704年2月24日 - 1763年1月23日）はドイツの医師、植物学者である。植物標本集、"Botanica in Originali, seu Herbarium Vivum"の著者として知られる。

## 略歴
エルフルトで生まれた。イェナ大学、エルフルト大学で医学を学び、エルフルト大学で働いた。1732年にドイツ自然科学アカデミー・レオポルディーナの会員に選ばれ、1737年にエルフルト大学の教授となり、1747年には医学部長となった。1761年から彼の死まで、エルフルト大学の学長を務めた。
主著の"Botanica in Originali"の初版は1733年に出版され、1747年、1758年に改訂増補版が出版された。リンネの命名法で分類され、図版は、エルフルトの印刷業者、フンケ（Johann Michael Funcke）と開発した、"Naturselbstdruck"と呼ばれる植物標本から直接版を作る技法で作られた。この技法の詳細は伝わっていない。
ススキノキ科の属名、Kniphofiaに献名されている。
クニフォフの著作は江戸末期の日本に伝わり「キニーホフ植物図譜」として宇田川榕庵によって手写され、「印葉図」は伊藤圭介や水谷豊文によって作られた。

## "Botanica in Originali"の図版

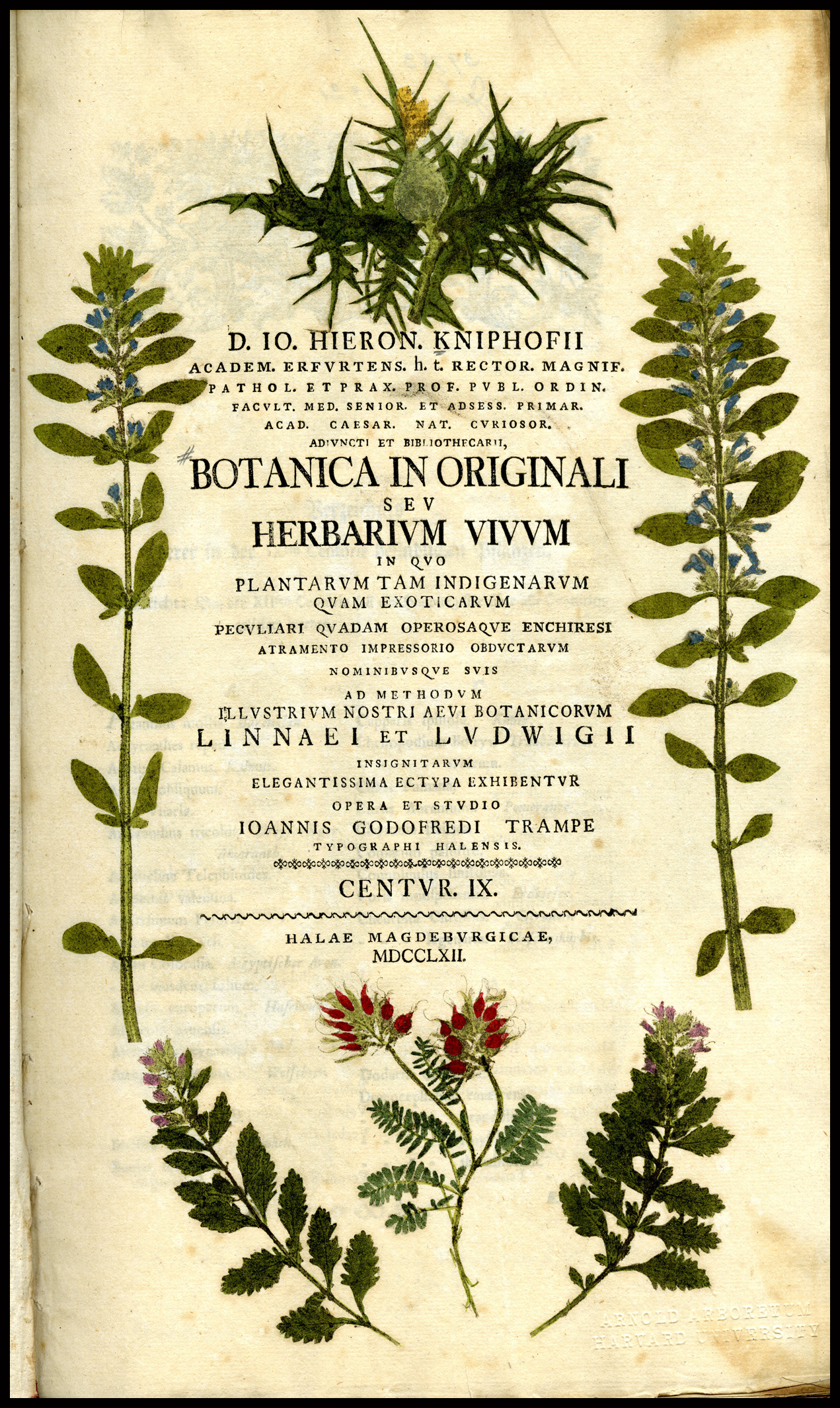
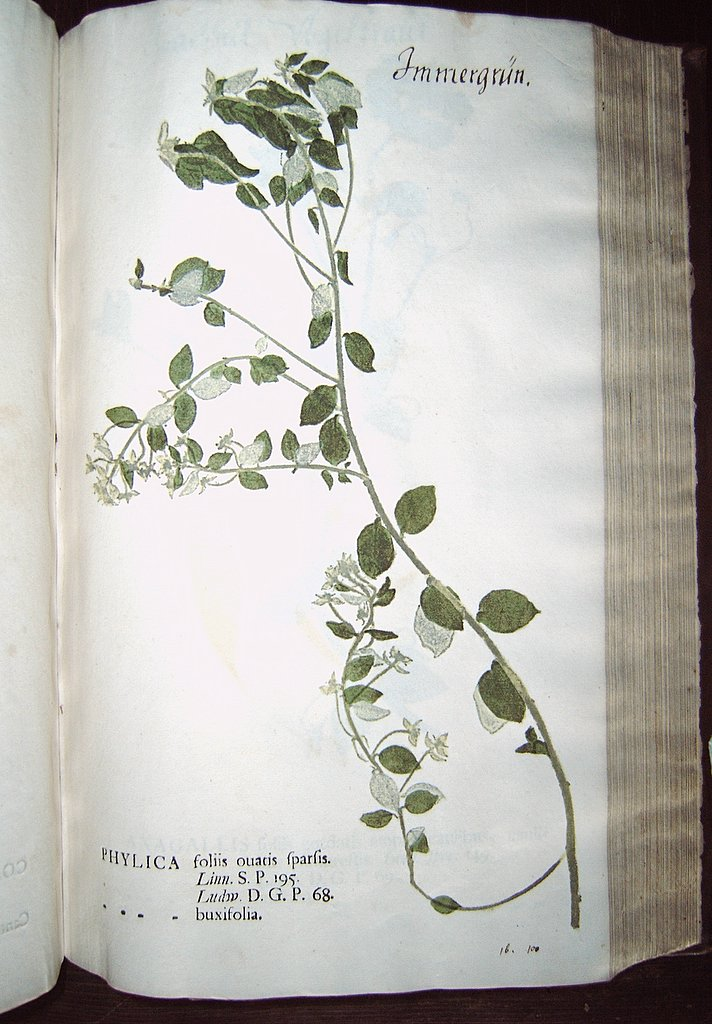
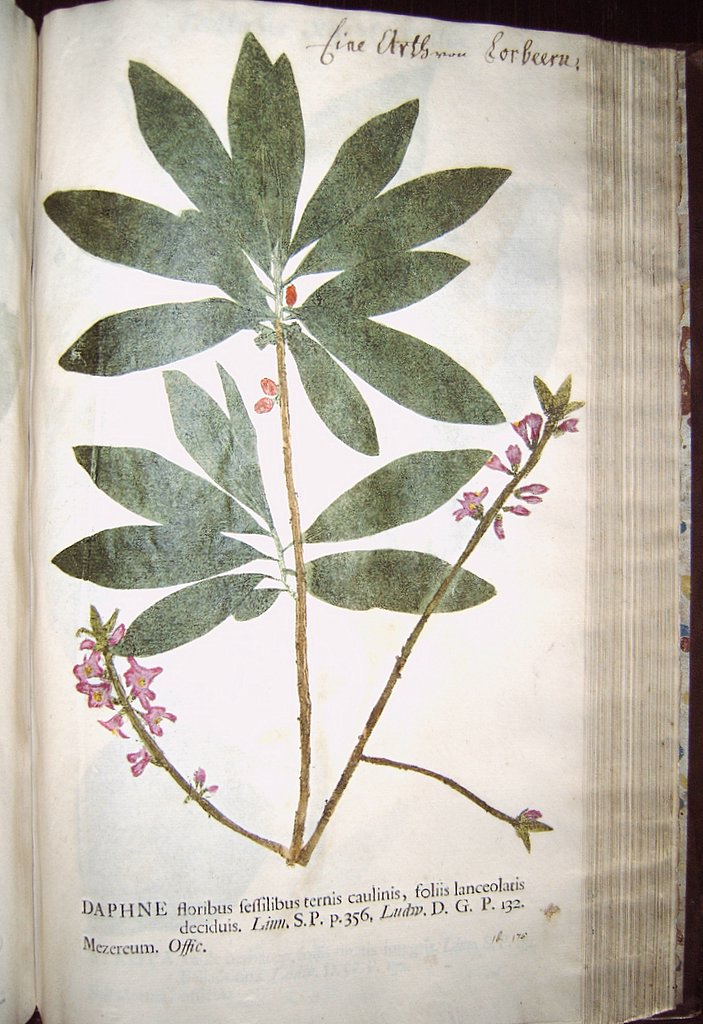
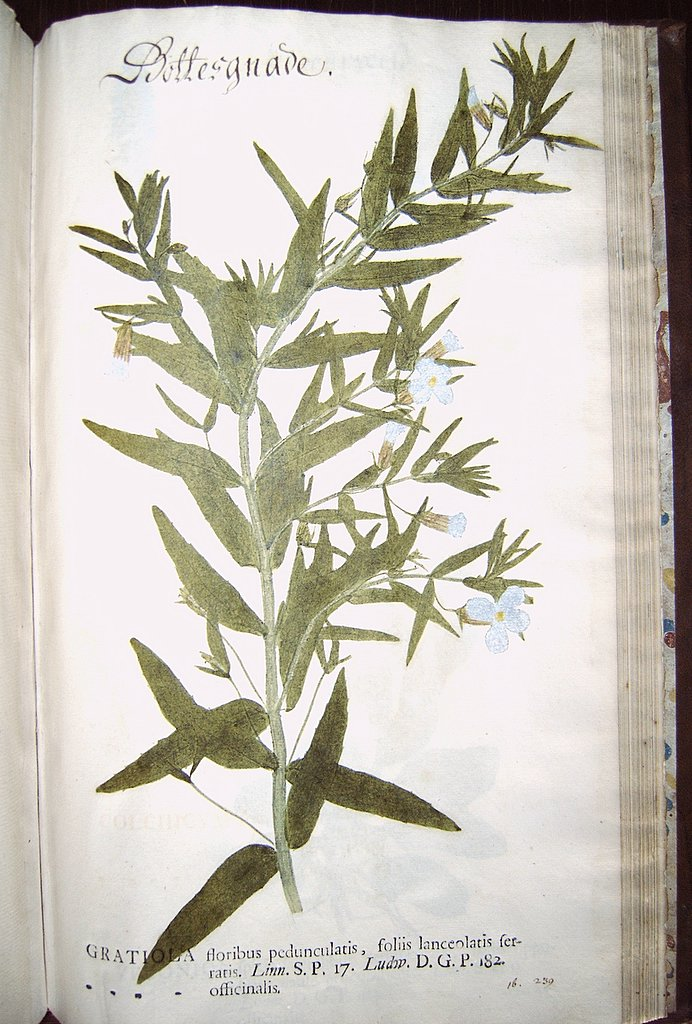